# Burmoniscus kathmandius
Burmoniscus kathmandius är en kräftdjursart som först beskrevs av Helmut Schmalfuss 1983.  Burmoniscus kathmandius ingår i släktet Burmoniscus och familjen Philosciidae. Inga underarter finns listade i Catalogue of Life.